# André-Pierre Arnal
André-Pierre Arnal (Nimes, 16 de diciembre de 1939-7 de julio de 2024) fue un pintor francés. Estuvo vinculado al movimiento Supports-surfaces.

## Datos biográficos
Arnal realizó estudios de literatura e historia del arte en la Universidad de Montpellier. Su primera exposición individual fue presentada en Montpellier el año 1962. Fue profesor de Literatura moderna y de Historia de las civilizaciones en el Liceo Jean Mermoz. André-Pierre Arnal ha participado con el grupo Supports-surfaces (Cité Universitaire de París; Teatro de Niza en 1971 , Montpellier 1972).
Desde 1992, hizo una serie de "libros únicos".

## Exposiciones individuales recientes
1999
- Museo Ziem, Martigues

2001
- Maison de la culture Frontenac, Montreal con Marcel Saint-Pierre
- Galería Devlin, Montreal

2003
- Aigues-Mortes (convento de los Cordeliers)
- Villa de Narbonne
- Palais des Archaniques
- Chapelle des Pénitents bleus
- Cartuja de Valbonne
- Arte Nimes
- Salon Art Paris
- Salon de bibliophilie Page

2004 
- Centre d’Art et de Littérature Hôtel Beury : homenaje a Christian Prigent
- Mediateca de Issy les Moulineaux
- Théâtre d’O, telón de boca: inauguración y exposición
- Arte Nimes
- Salon Art Paris
- Salon de bibliophilie Page

2005
- Galería Saint-Pierre Limoges
- Galería Flora G. Paris
- Galería Didier-Nick
- Centre d’Art et de Littérature Hôtel Beury Retrospectiva
- Cardet « Le Village » (Gard)

## Obras en colecciones públicas
- Musée National d'Art Moderne, Centro Georges Pompidou, París
- CNAC, París, Musée d'Art Moderne de la Ciudad de París
- FNAC, París
- FRAC, Languedoc-Rosellón
- Artothèque Montpellier
- Museo Fabre, Montpellier
- FRAC, Centro
- Museo de Niza
- Museo del Matadero de Toulouse
- Artothèque Antonin Artaud de Marsella
- Artothèque Miramas
- Museo Ziem de Martigues
- Fundación Albright-Knox, Buffalo, EE. UU.
- Museo de Arte Contemporáneo de Montreal, Canadá
- Museo de Arte Contemporáneo de Quebec, Canadá